# Kick4Life FC
Der Kick4Life FC (kurz K4L) ist ein Fußballverein aus Maseru, der Hauptstadt Lesothos. Er ist im Football for Hope Centre an der zentrumsnah gelegenen Nightingale Road ansässig. Der Club geht auf eine 2005 im Vereinigten Königreich gestartete Initiative zurück und nennt sich „der weltweit erste Verein, der ausschließlich auf positive soziale Veränderungen ausgerichtet ist“.

## Geschichte
2005 gründeten die britischen Brüder Steve und Pete Fleming in Southampton die Initiative Kick4Live. Zuvor hatten sie in Malawi rund 400 Kilometer fußballspielend zurückgelegt. Im Folgejahr wählten sie Lesotho als Empfängerland aus, da es besonders stark unter der HIV/AIDS-Krise litt. Ziel der Initiative ist seither die Verbesserung der Lebensumstände junger Menschen in Lesotho.
2008 nahm der damalige Trainer der englischen Fußballnationalmannschaft, Fabio Capello, an einem Sichtungsturnier von Kick4Life in Lesotho teil. Auch Prinz Harry besuchte das Turnier. 2009 spielte erstmals eine Fußballmannschaft unter dem Namen Kick4Life. 2011 begann der Bau des Lesotho Football for Hope Centre, das unter anderem Sportplätze, Klassenräume und einen Gemüsegarten aufweist. Es gehört zu den 20 Centres for 2010, die im Rahmen der Fußballweltmeisterschaft 2010 in Südafrika von der FIFA finanziert wurden. 2012 wurde in den USA eine weitere Niederlassung gegründet. 2014 kamen ein Restaurant sowie das K4L Hotel & Conference Centre auf dem Gelände hinzu, die Ausbildungs- und Beschäftigungsmöglichkeiten bieten sollen und deren Gewinne in die Sozialarbeit fließen sollen.
2014 wurde der Kick4Life FC gegründet. Seit der Saison 2014/2015 spielt die Männermannschaft in der Lesotho Premier League. Im ersten Jahr wurde unter 14 Teams der elfte Platz erreicht, in der Saison 2015/2016 Platz sechs. Trainer ist seit November 2015 Leslie Notši, der bereits die Nationalmannschaft Lesothos trainiert hat, Co-Trainerin ist mit Elizabeth Yelimala eine Frau. Die Frauenmannschaft spielt in der Lesotho Super League und damit ebenfalls in der höchsten nationalen Spielklasse. Director of Football ist der Brite Chris Bullock.
Die Fußballspieler werden zusätzlich in der Sozialarbeit und der Gesundheitserziehung eingesetzt. Teil der Arbeit des Centre ist das Sichten und Ausbilden von Fußballtalenten.